# Trentepohlia alluaudi
Trentepohlia alluaudi är en tvåvingeart som beskrevs av Alexander 1920. Trentepohlia alluaudi ingår i släktet Trentepohlia och familjen småharkrankar.
Artens utbredningsområde är Madagaskar. Inga underarter finns listade i Catalogue of Life.